# Vevők (számvitel)
Vevők vagy Követelések áruszállításból és szolgáltatásokból a számvitelben az áruszállításból, szolgáltatás teljesítéséből származó elismert követelések megnevezése. A követelés tartalmazza az általános forgalmi adó értékét is.
A mérleg előírt tagolása szerint a vevői követeléseket az eszköz oldalon kell szerepeltetni, az alábbi hierarchiában:
- Eszközök (aktívák) >> B. Forgóeszközök >> II. Követelések >> Követelések áruszállításból és szolgáltatásokból (vevők)